# André Negrão
André Negrão (San Paolo, 17 giugno 1992) è un pilota automobilistico brasiliano, due volte vincitore della 24 Ore di Le Mans e campione nella stagione 2018-2019 del WEC (classe LMP2).

## Carriera

### Formula Renault
Negrão iniziò la sua carriera in monoposto nella Formula Junior FR2.0 portoghese serie invernale con la Epsilon Sport nel 2008. Chiuse 3º in classifica con un podio e venti punti. Nel WEC, fu un pilota ospite a Magny-Cours e a Barcellona.
La stagione successiva, il 2009, Negrão corse sia nella Formula Renault 2.0 italiana sia in quella svizzera con Cram Competition. Arrivò 15º in entrambe le classifiche, concludendo a punti per sette volte in otto gare.
Il brasiliano restò in Formula Renault nel 2010, correndo in Eurocup con Cram Competition.

### Formula 3
Nel 2009, Negrão debuttò in Formula 3 sudamericana. Corse ai weekend di Piriápolis e di Interlagos con la Kemba Racing. Nel 2010, Negrão prese parte alla gara inaugurale dell'Open di Formula 3 brasiliana per il team Cesario F3. Nell'ultima gara concluse 2º, dietro al vincitore William Buller.

### WEC
Dalla stagione 2017 Negrão si unisce al team Signatech Alpine per competere nel Campionato del mondo endurance. Nelle sue prime tre stagioni compete nella classe LMP2 dove vince due 24 Ore di Le Mans, nel 2018 e nel 2019 e la 6 Ore del COTA negli Stati Uniti, inoltre insieme a Nicolas Lapierre e Pierre Thiriet vince il Campionato del mondo endurance 2018-2019.
Dalla stagione 2021, il brasiliano passa con il team nella classe LMH guidando la Rebellion R13 rinominata Alpine A480. Dopo un anno senza vittorie nel 2022 alla 1000 Miglia di Sebring arriva la prima vittoria nella massima classe. Il team composto da Negrão, Matthieu Vaxivière e Nicolas Lapierre conquista la sua seconda vittoria nella 6 Ore di Monza. Nelle ultime due gare della stagione arrivano due terzi posti e l'equipaggio conclude al secondo posto in classifica dietro la Toyota GR010 Hybrid numero 8.

## Risultati

### Sommario
| Anno    | Serie                                          | Team                         | Gare | Vittorie | Pole | Gpv | Podi | Punti | Pos. |
| ------- | ---------------------------------------------- | ---------------------------- | ---- | -------- | ---- | --- | ---- | ----- | ---- |
| 2008    | Formula Renault 2.0 West European Cup          | Epsilon Sport Team           | 3    | 0        | 0    | 0   | 0    | 0     | 51º  |
| 2008    | Formula Renault 2.0 portoghese – Winter Series | Epsilon Sport Team           | 4    | 0        | 0    | 0   | 1    | 20    | 3º   |
| 2009    | Formula Renault 2.0 italiana                   | Cram Competition             | 4    | 0        | 0    | 0   | 0    | 66    | 15º  |
| 2009    | Formula Renault 2.0 svizzera                   | Cram Competition             | 4    | 0        | 0    | 0   | 0    | 36    | 15º  |
| 2009    | Formula 3 Sudamericana                         | Kemba Racing                 | 3    | 0        | 0    | 0   | 0    | 4     | 12º  |
| 2010    | Open di Formula 3 brasiliana                   | Cesário Fórmula              | 1    | 0        | 0    | 0   | 1    | N/A   | 2º   |
| 2010    | Eurocup Formula Renault 2.0                    | Cram Competition             | 16   | 0        | 1    | 0   | 1    | 25    | 13º  |
| 2010    | Formula Renault 2.0 Northern European Cup      | Cram Competition             | 2    | 0        | 0    | 0   | 1    | 36    | 23º  |
| 2010    | Formula Abarth                                 | Cram Competition             | 4    | 0        | 0    | 0   | 1    | 23    | 14º  |
| 2010    | Formula Renault 2.0 britannica                 | Cram Competition             | 2    | 0        | 0    | 0   | 0    | 8     | 32º  |
| 2011    | Formula Renault 3.5 Series                     | International DracoRacing    | 14   | 0        | 0    | 0   | 0    | 20    | 20º  |
| 2012    | Formula Renault 3.5 Series                     | International DracoRacing    | 17   | 0        | 0    | 0   | 1    | 36    | 15º  |
| 2012    | Open di Formula 3 brasiliana                   | Hitech Racing Brazil         | 1    | 0        | 0    | 0   | 1    | N/A   | 2º   |
| 2013    | Formula Renault 3.5 Series                     | International DracoRacing    | 17   | 0        | 1    | 0   | 1    | 51    | 10º  |
| 2014    | GP2 Series                                     | Arden International          | 4    | 0        | 0    | 0   | 0    | 0     | 27º  |
| 2015    | GP2 Series                                     | Arden International          | 21   | 0        | 0    | 0   | 0    | 5     | 20º  |
| 2015    | Formula Renault 3.5 Series                     | International Draco Racing   | 4    | 0        | 0    | 0   | 0    | 4     | 21º  |
| 2016    | Indy Lights                                    | Schmidt Peterson Motorsports | 18   | 0        | 0    | 0   | 5    | 268   | 7º   |
| 2017    | Campionato del mondo endurance FIA - LMP2      | Signatech Alpine Matmut      | 8    | 1        | 3    | 0   | 5    | 132   | 5º   |
| 2017    | 24 Ore di Le Mans - LMP2                       | Signatech Alpine Matmut      | 1    | 0        | 0    | 0   | 1    | N/A   | 3º   |
| 2018    | European Le Mans Series                        | Signatech Alpine Matmut      | 1    | 0        | 0    | 0   | 0    | 10    | 18º  |
| 2018    | 24 Ore di Le Mans - LMP2                       | Signatech Alpine Matmut      | 1    | 1        | 0    | 0   | 1    | N/A   | 1º   |
| 2018–19 | Campionato del mondo endurance FIA - LMP2      | Signatech Alpine Matmut      | 8    | 1        | 1    | 0   | 8    | 181   | 1º   |
| 2019    | 24 Ore di Le Mans - LMP2                       | Signatech Alpine Matmut      | 1    | 1        | 0    | 0   | 1    | N/A   | 1º   |
| 2019–20 | Campionato del mondo endurance FIA - LMP2      | Signatech Alpine Elf         | 8    | 0        | 0    | 0   | 2    | 109   | 8º   |
| 2020    | European Le Mans Series                        | Richard Mille Racing Team    | 2    | 0        | 0    | 0   | 0    | 18    | 14º  |
| 2020    | 24 Ore di Le Mans - LMP2                       | Signatech Alpine Elf         | 1    | 0        | 0    | 0   | 0    | N/A   | 4º   |
| 2021    | Campionato del mondo endurance FIA - LMH       | Alpine Elf Matmut            | 6    | 0        | 1    | 0   | 6    | 128   | 3º   |
| 2022    | Campionato del mondo endurance FIA - LMH       | Alpine Elf Matmut            | 6    | 2        | 1    | 0   | 5    | 144   | 2º   |

† Poiché Negrão era un pilota ospite, non poté prendere punti.
* Stagione in corso.

### Formula Renault 3.5
(legenda) (Le gare in grassetto indicano la pole position) (Gare in corsivo indicano Gpv)
| Anno | Team                       | 1   | 2   | 3   | 4   | 5   | 6   | 7   | 8   | 9   | 10  | 11  | 12  | 13  | 14  | 15  | 16  | 17  | Punti | Pos. |
| ---- | -------------------------- | --- | --- | --- | --- | --- | --- | --- | --- | --- | --- | --- | --- | --- | --- | --- | --- | --- | ----- | ---- |
| 2011 | International Draco Racing | ALC | ALC | SPA | SPA | MNZ | MNZ | MON | NÜR | NÜR | HUN | HUN | SIL | SIL | LEC | LEC | CAT | CAT | 20    | 20º  |
| 2011 | International Draco Racing | 14  | 9   | NP  | 11  | 10  | 10  | Rit | 6   | 12  | 20  | Rit | Rit | 16  | 15  | 6   |     |     | 20    | 20º  |
| 2012 | International Draco Racing | ALC | ALC | MON | SPA | SPA | NÜR | NÜR | MSC | MSC | SIL | SIL | HUN | HUN | LEC | LEC | CAT | CAT | 36    | 15º  |
| 2012 | International Draco Racing | 8   | 10  | Rit | 12  | 12  | 19  | 3   | 13  | 4   | Rit | 16  | 15  | Rit | Rit | 22  | 14  | 8   | 36    | 15º  |
| 2013 | International Draco Racing | MNZ | MNZ | ALC | ALC | MON | SPA | SPA | MSC | MSC | RBR | RBR | HUN | HUN | LEC | LEC | CAT | CAT | 51    | 10º  |
| 2013 | International Draco Racing | 11  | 13  | Rit | 8   | 12  | 7   | Rit | 7   | 6   | 9   | 11  | 21† | 6   | 3   | 11  | Rit | Rit | 51    | 10º  |
| 2015 | International Draco Racing | ALC | ALC | MON | SPA | SPA | HUN | HUN | RBR | RBR | SIL | SIL | NÜR | NÜR | BUG | BUG | JER | JER | 4     | 21º  |
| 2015 | International Draco Racing |     |     |     |     |     |     |     |     |     |     |     |     |     | 12  | Rit | 8   | 12  | 4     | 21º  |

### GP2 Series
(legenda) (Le gare in grassetto indicano la pole position) (Gare in corsivo indicano Gpv)
| Anno | Team                | 1   | 2   | 3   | 4   | 5   | 6   | 7   | 8   | 9   | 10  | 11  | 12  | 13  | 14  | 15  | 16  | 17  | 18  | 19  | 20  | 21  | 22  | Punti | Pos. |
| ---- | ------------------- | --- | --- | --- | --- | --- | --- | --- | --- | --- | --- | --- | --- | --- | --- | --- | --- | --- | --- | --- | --- | --- | --- | ----- | ---- |
| 2014 | Arden International | BHR | BHR | CAT | CAT | MON | MON | RBR | RBR | SIL | SIL | HOC | HOC | HUN | HUN | SPA | SPA | MNZ | MNZ | SOC | SOC | YMC | YMC | 31    | 12º  |
| 2014 | Arden International | 20  | 18  |     |     | Rit | 15  | 16  | 14  | 20  | 16  | 18  | 21  | 15  | Rit | 9   | 8   | 5   | 5   | 6   | 6   | Rit | 24  | 31    | 12º  |
| 2015 | Arden International | BHR | BHR | CAT | CAT | MON | MON | RBR | RBR | SIL | SIL | HUN | HUN | SPA | SPA | MNZ | MNZ | SOC | SOC | BHR | BHR | YMC | YMC | 5     | 20º  |
| 2015 | Arden International | 9   | 8   | 23† | 21  | 21  | 17  | 16  | 21  | 20  | 15  | 20  | 21  | 20  | 14  | 14  | 18  | 15  | 11  | 17  | 20  | 9   | C   | 5     | 20º  |

† Il pilota non ha terminato la gara, ma è stato classificato poiché ha completato oltre il 90% della distanza di gara.

### Corse a ruote scoperte americane

#### Indy Lights
| Anno | Team                         | 1     | 2     | 3     | 4     | 5      | 6     | 7      | 8       | 9      | 10    | 11     | 12     | 13    | 14    | 15    | 16    | 17    | 18    | Punti | Pos. |
| ---- | ---------------------------- | ----- | ----- | ----- | ----- | ------ | ----- | ------ | ------- | ------ | ----- | ------ | ------ | ----- | ----- | ----- | ----- | ----- | ----- | ----- | ---- |
| 2016 | Schmidt Peterson Motorsports | STP 6 | STP 5 | PHX 6 | ALA 8 | ALA 11 | IMS 9 | IMS 16 | INDY 15 | ROA 10 | ROA 2 | IOW 13 | TOR 11 | TOR 2 | MDO 2 | MDO 3 | WGL 3 | LAG 9 | LAG 6 | 268   | 7º   |

### Campionato del mondo endurance
| Anno    | Squadra                 | Classe | Vettura     | SIL | SPA | LMS | NÜR | MEX | COA | FUJ | SHA | BHR | Punti | Pos. |
| ------- | ----------------------- | ------ | ----------- | --- | --- | --- | --- | --- | --- | --- | --- | --- | ----- | ---- |
| 2017    | Signatech Alpine Matmut | LMP2   | Alpine A470 |     | 6   | 3   | Rit | 2   | 1   | 2   | 2   | 4   | 132   | 5º   |
| Anno    | Squadra                 | Classe | Vettura     | SPA | LMS | SIL | FUJ | SHA | SEB | SPA | LMS |     | Punti | Pos. |
| 2018-19 | Signatech Alpine Matmut | LMP2   | Alpine A470 | 2   | 1   | 3   | 3   | 3   | 2   | 2   | 1   |     | 181   | 1º   |
| Anno    | Squadra                 | Classe | Vettura     | SIL | FUJ | SHA | BHR | COA | SPA | LMS | BHR |     | Punti | Pos. |
| 2019-20 | Signatech Alpine Elf    | LMP2   | Alpine A470 | 2   | 6   | 4   | 4   | 6   | Rit | 3   | 5   |     | 202   | 2º   |
| Anno    | Squadra                 | Classe | Vettura     | SPA | ALG | MON | LMS | FUJ | BHR |     |     |     | Punti | Pos. |
| 2021    | Alpine Elf Matmut       | LMH    | Alpine A480 | 2   | 3   | 2   | 3   | 3   | 3   |     |     |     | 128   | 3º   |
| Anno    | Squadra                 | Classe | Vettura     | SEB | SPA | LMS | MON | FUJ | BHR |     |     |     | Punti | Pos. |
| 2022    | Alpine Elf Matmut       | LMH    | Alpine A480 | 1   | 2   | 4   | 1   | 3   | 3   |     |     |     | 144   | 2°   |
| Anno    | Squadra                 | Classe | Vettura     | SEB | ALG | SPA | LMS | MON | FUJ | BHR |     |     | Punti | Pos. |
| 2023    | Alpine ELF Team         | LMP2   | Oreca 07    | Rit | 11  | 8   | 7   | 8   | 11  | 10  |     |     | 23    | 18°  |
| Legenda |                         |        |             |     |     |     |     |     |     |     |     |     |       |      |

* Stagione in corso.

### 24 Ore di Le Mans
| Anno | Classe | N° | Gomme | Vettura                          | Squadra                 | Co-piloti                           | Giri | Pos. Assol. | Pos. di Classe |
| ---- | ------ | -- | ----- | -------------------------------- | ----------------------- | ----------------------------------- | ---- | ----------- | -------------- |
| 2017 | LMP2   | 35 | D     | Alpine A470 Gibson GK428 4.2L V8 | Signatech Alpine Matmut | Nelson Panciatici Pierre Ragues     | 362  | 4º          | 3º             |
| 2018 | LMP2   | 36 | D     | Alpine A470 Gibson GK428 4.2L V8 | Signatech Alpine Matmut | Nicolas Lapierre Pierre Thiriet     | 367  | 5º          | 1º             |
| 2019 | LMP2   | 36 | M     | Alpine A470 Gibson GK428 4.2L V8 | Signatech Alpine Matmut | Nicolas Lapierre Pierre Thiriet     | 368  | 6º          | 1º             |
| 2020 | LMP2   | 36 | M     | Alpine A470 Gibson GK428 4.2L V8 | Signatech Alpine Elf    | Thomas Laurent Pierre Ragues        | 367  | 8º          | 4º             |
| 2022 | LMH    | 36 | M     | Alpine A480                      | Signatech Alpine Elf    | Nicolas Lapierre Matthieu Vaxivière | 362  | 23º         | 5º             |
| 2023 | LMP2   | 35 | G     | Alpine A470                      | Alpine ELF Team         | Olli Caldwell Memo Rojas            | 322  | 19º         | 9º             |

### European Le Mans Series
| Anno | Squadra                   | Classe | Vettura     | LEC | MNZ | RBR | SIL | SPA | ALG | Punti | Pos. |
| ---- | ------------------------- | ------ | ----------- | --- | --- | --- | --- | --- | --- | ----- | ---- |
| 2018 | Signatech Alpine Matmut   | LMP2   | Alpine A470 | 5   |     |     |     |     |     | 10    | 18º  |
| Anno | Squadra                   | Classe | Vettura     | LEC | SPA | LEC | MNZ | ALG |     | Punti | Pos. |
| 2020 | Richard Mille Racing Team | LMP2   | Alpine A470 | 5   | 6   |     |     |     |     | 18    | 14º  |